# ساكن الحرج العادي
ساكن الحرج العادي (الاسم العلمي: Bebearia lucayensis)، نوع فراشات من جنس ساكن الحرج وفصيلة الحورائيات. يوجد في ساحل العاج وغانا ونيجيريا والكاميرون وجمهورية الكونغو وجمهورية الكونغو الديمقراطية. يألف الغابات.